# Isaak Babel
Isaak Emmanuïlovitsj Babel (Russisch: Исаак Эммануилович Бабель) (Odessa, 13 juli 1894 - Moskou, 27 januari 1940) was een Oekraïens-Russisch schrijver van joodse oorsprong.

## Levensloop

### Jeugd
Hij werd geboren in een Joodse familie in Odessa, een belangrijke havenstad (nu in Oekraïne) aan de Zwarte Zee, nadat zijn joodse ouders daar terecht waren gekomen na een massale exodus uit het Russische keizerrijk. In 1905 werd zijn grootvader vermoord tijdens een massale pogrom, waarin nog 300 Joden werden gedood. Babel zelf overleefde de pogrom door de hulp van zijn buren.
In die tijd heerste een streng toelatingsbeleid voor Joden op de belangrijke scholen. Hoewel Babel aan de strenge toelatingseisen voor de Commerciële School voldeed, werd zijn plaats ingenomen door een jongen wiens ouders de bestuurders van de school hadden omgekocht. In deze periode kreeg hij thuis les, en maakte hij kennis met de Franse literatuur, met name de werken van Guy de Maupassant en Gustave Flaubert. Hij schreef zijn eerste verhalen dan ook in het Frans.
Nadat hij ook niet was toegelaten op de Universiteit van Odessa, schreef hij zich in op de Universiteit van Kiev. Daar ontmoette hij zijn latere vrouw Jevgenia Gronfein. In 1915 studeerde Babel af en verhuisde hij naar Sint-Petersburg. Daar ontmoette hij de schrijver Maksim Gorki, aan wie hij zijn verhaal Geschiedenis van mijn duiventil opdroeg. In dit verhaal vertelt Babel over zijn ervaringen tijdens de pogrom van 1905. Op advies van Gorki, om zich onder de mensen te begeven zodat zijn literaire talent kon rijpen, meldde Babel zich bij het Russische leger en raakte gewond tijdens een gevecht. In 1920 trok Isaak Babel als oorlogscorrespondent mee met het Rode Leger in de veldtocht tegen de Polen. Het dagboek dat hij bijhield, vormde de basis voor Rode Ruiterij, de verhalencyclus.
Tijdens de Russische Revolutie stond Babel aan de zijde van het Rode leger, de communisten. Hij diende onder andere als vertaler en als journalist. Hij nam een Russische schuilnaam aan, Kirill Vasiljevitsj Ljoetov, om te vermijden dat hij het mikpunt werd van het antisemitisme van zijn eigen divisie.

### Liefdesleven
Op 9 augustus 1919 trouwde Babel met Jevgenia Gronfein. Na zijn opdracht als oorlogscorrespondent keerde hij in 1920 terug naar Odessa. Tijdens zijn doorreis door Georgië, samen met zijn vrouw, scharrelde hij zijn loon bij elkaar door te schrijven voor lokale tijdschriften.
In 1925 besliste Jevgenia om te emigreren naar Parijs, een beslissing gevoed door het ontrouwe gedrag van haar echtgenoot en gemotiveerd door haar toenemende afkeer van het communisme.
In de periode 1925-1927 had Babel een affaire met Tamara Kasjirina, waaruit in 1926 een zoon geboren werd, Emmanuïl Babel. Emmanuïl werd later geadopteerd door zijn stiefvader, Vsevolod Ivanov, en wijzigde zijn naam naar Michail Ivanov.
In juli 1927 reisde Babel naar het Westen, had een kortstondige relatie met E. Chajoetina (die later trouwde met Nikolaj Jezjov) in Berlijn en herenigde zich hierna met zijn vrouw Jevgenia in Parijs. In oktober 1928 keerde hij terug naar de Sovjet-Unie. Op 19 juli 1929 beviel zijn vrouw Jevgenia, in Parijs, van hun dochter Nathalie Babel. Hij zag haar pas voor het eerst in 1932. Later, in augustus 1933, keerde Babel terug, op verzoek van Gorki om hem te assisteren bij het organiseren van het eerste congres van Sovjetschrijvers.
De relatie die Babel sinds 1934 had met de vijftien jaar jongere Siberische ingenieur metro- en tunnelbouw, Antonina Nikolajevna Pirozjkova, hield hij verborgen voor zijn familie. Hun dochtertje Lidia werd geboren in 1937.

## Literaire carrière

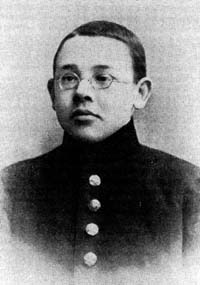
Babel op jonge leeftijd

Midden jaren 20 keerde Babel terug naar Odessa. Daar begon hij aan het werk waarmee hij het meest bekend zou worden: Verhalen uit Odessa, een serie humoristische korte verhalen over de onderwereld in de wijk Moldavanka in Odessa, met als een van de hoofdpersonen de gangsterbaas Benja Krik. In 1925 emigreerde zijn vrouw met zijn dochter naar Frankrijk. Pas veel later, na vele verzoeken, kon hij hen daar bezoeken. Vanaf 1930 reisde hij door Oekraïne en was daar getuige van de gewelddadige, met massale hongersnood gepaard gaande collectivisatie van de landbouw.
Door de toenemende druk vanuit de communistische partij om de voorgeschreven stijl van het socialistisch realisme te volgen, werd Babel steeds minder productief. In 1935 hield hij in Parijs nog wel een toespraak op het internationale congres van antifascistische schrijvers. Hij werkte vervolgens nauw samen met de cineast Sergei Eisenstein aan het script voor de film De  weide van Bezhin. Ook aan andere sovjetfilms droeg hij bij. Na de dood onder verdachte omstandigheden van zijn beschermheer Maksim Gorki in 1936, en de start van de Grote Zuivering, raakte Babel er steeds meer van overtuigd dat ook zijn tijd was gekomen.

### Rode Ruiterij
In 1920 werd Babel toegewezen aan veldmaarschalk Semyon Budyonny van de 1e Cavalerie. Hierin werd hij getuige van de militaire campagne in de Pools-Russische oorlog van 1920. Polen was niet het enige land met nieuw ontdekte mogelijkheden en problemen. Vrijwel alle net onafhankelijk geworden buren begonnen ruzie over hun grenzen heen: Roemenië sputterde tegen Hongarije over Transsylvanië, Joegoslavië tegen Italië over Rijeka, Polen tegen Tsjechoslowakije over Cieszyn in Silezië, tegen Duitsland over Poznań en de Oekraïners in Oost-Galicië. De verschrikkingen van de oorlog documenteerde hij in het 'Dagboek van de jaren 1920' (originele titel: 'Konarmeyskiy Dnevnik 1920 Goda'). De verzameling van deze teksten werd later gebruikt om de 'Rode Ruiterij' (originele titel: 'Конармия') te schrijven. Het geweld dat in 'Rode Ruiterij' staat beschreven, stond in schril contrast met de zachte aard die Babel zelf had.

Babel schreef: 
Alleen in 1923 heb ik geleerd hoe ik mijn gedachten kon uitdrukken op een korte en duidelijke manier. Toen begon ik terug met schrijven.
 Een aantal verhalen die later werden opgenomen in ‘’Rode Ruiterij’’, werden gepubliceerd in Vladimir Majakovski's ‘’LEF ("ЛЕФ") magazine’’ in 1924. De eerlijke beschrijving van Babel over de brutale realiteit van de oorlog, ver weg van revolutionaire propaganda, leverde hem een aantal machtige vijanden op. De machthebbers verweten hem een te subjectieve weergave van de revolutie. Ook het feit dat hij regelmatig naar het buitenland reisde en kritiek gaf op de stalinistische methodes was een doorn in het oog van de leiders.
Door Babel’s onverbloemdheid in ‘’Rode Ruiterij’’ werd dit boek vertaald in vele talen.

## Executie
In mei 1939 werd hij gearresteerd door de NKVD, de voorloper van de KGB, in zijn huisje in Peredelkino, de schrijvers 'kolonie'. De geheime politie nam negen mappen uit de datsja in beslag en vijftien uit zijn Moskouse appartement. Onder ondervraging, en waarschijnlijk ook marteling, op Lubyanka bekende Babel een lange samenwerking met trotskisten en het aangaan van anti-Sovjetactiviteiten. Hij bekende tevens deel uit te maken van een spionagenetwerk voor André Malraux, dit met betrekking tot de geheimen van de sovjetluchtvaart. Hij maakt daarbij ook vermelding van Ilja Ehrenburg. Zijn proces werd gehouden in de Boetirka-gevangenis. De aanklacht luidde: 'spionage voor de Fransen'. Alle manuscripten werden in beslag genomen. Op 27 januari 1940 werd hij doodgeschoten, op bevel van Stalin, voor spionage. Zijn lichaam werd gedumpt in een gemeenschappelijk graf.
Pas op 23 december 1954, een jaar na Stalins dood en bijna 15 jaar na de executie, werd Babel postuum officieel in ere hersteld.
Zijn in beslag genomen manuscripten zijn niet teruggevonden. Zijn bril is alles wat er van hem is teruggevonden.

## Belangrijkste werken
- Rode Ruiterij (Verhalen, 1923-1924)
- Verhalen uit Odessa (Verhalen, 1923-1925)
- Miniaturen - Verspreide verhalen en dagboekbladen
- Zonsondergang (Theater, 1926, in Nederland verschenen in verzamelband Toneel)
- Maria (Theater, 1935, in Nederland verschenen in verzamelband Toneel)
- Brieven naar Brussel 1925-1939 (Brieven)

## Nederlandse vertalingen
- Toneel, vertaald uit het Russisch en ingeleid door Charles B. Timmer, 1969
- Miniaturen. Verspreide verhalen en dagboekbladen, vertaald in ingeleid door Charles B. Timmer, 1970
- Verzameld Werk, 2 dln., uit het Russisch vertaald en met een nawoord door Charles B. Timmer, 1979
- Dagboek 1920, uit het Russische vertaald en van een voorwoord voorzien door Peter Zeeman, 1993
- De verhalen, vertaald uit het Russisch door Charles B. Timmer, 1994
- Verhalen, vertaald uit het Russisch en van aantekeningen en een nawoord voorzien door Froukje Slofstra, 2013